# LM317
El LM-317 és un regulador integrat ajustable de tres terminals capaç de subministrar més d'1,5 A en un rang des d'1,2 V fins a 37 V d'ús extremadament senzill, només requereix dues resistències exteriors per aconseguir el valor de sortida. De fet la línia de càrrega i regulació d'1,5 A és superior a la dels reguladors fixos d'1 A. A més de les millors característiques pel que fa als reguladors fixos, disposa de protecció per limitació de corrent i excés de temperatura, i la protecció per sobrecàrrega funciona fins i tot si el terminal de regulació està desconnectat. Normalment no necessita condensadors mentre estigui a menys de 15 centímetres dels filtres d'alimentació.
Atès que és un regulador flotant i només veu l'entrada a la sortida del voltatge diferencial, es pot utilitzar per regular altes tensions mentre no se superi el diferencial d'entrada/sortida.

## Disseny
La tensió entre la patilla ADJ i OUT és sempre d'1,25 volts (tensió establerta internament pel regulador) i en conseqüència el corrent que circula per la resistència R1 és: IR1 = V/R1 = 1,25/R1
Aquest mateix corrent és el que circula per la resistència R2. Llavors la tensió en R2: VR2 = IR1 x R2. Si es substitueix IR1 en l'última fórmula s'obté la següent equació: VR2 = 1.25 x R2/R1.
Com la tensió de sortida és:
Vout = VR1+VR2, aleshores:
Vout = 1.25 V.+(1.25 x R2/R1) V.
simplificant (factor comú)
Vout = 1.25 V (1+R2/R1) V.
D'aquesta última fórmula es veu clarament que en modificar R2 (resistència variable), es modifica la tensió Vout
En la fórmula anterior s'ha menyspreat el corrent (IADJ) que circula entre la patilla d'ajust (ADJ) i la unió de R1 i R2. Aquest corrent es pot menysprear, té un valor màxim de 100 UA i roman constant amb la variació de la càrrega i/o de la tensió d'entrada.
Amb el propòsit d'optimitzar la regulació del resistència R1 s'ha de col·locar el més proper possible al regulador, mentre que el terminal que es connecta a terra del resistència R2 ha d'estar el més proper possible a la connexió de terra de la càrrega.
Amb el propòsit d'optimitzar el funcionament del regulador es poden incorporar al disseny alguns elements addicionals:
- Es posa un condensador C1 de 0.1uF a la patilla d'entrada (IN) si el regulador es troba allunyat del bloc que s'encarrega de la rectificació.
- Es posa un condensador C3 d'1 UF de tàntal o 25 UF electrolític a la patilla de sortida (OUT) amb el propòsit de millorar la resposta a transitoris.
- Es posa un condensador C2 de 10 UF electrolític en paral·lel amb R2 amb el propòsit de millorar el rebuig de l'arrissat.
- Es posa un díode D1 (1N4001) per protegir el regulador contra possibles curts circuits a l'entrada del regulador.
- Es posa un díode D2 (1N4001) per protegir el regulador contra possibles curts circuits en la sortida en donar camí a la descàrrega de condensadors.

Nota: R1 = 240 Ohms i R2 = 5 Kilohmios (potenciòmetre)